# おーじ
おーじ（男性）は日本のゲームクリエイター（グラフィッカー・原画家）・イラストレーターである。やわらかい画風とゆるい4コマ漫画、つるぺた・猫耳で有名。

## 作品リスト

### 一般ゲーム
- セカンドノベル 〜彼女の夏、15分の記憶〜（日本一ソフトウェア、『終わらない階段』イラスト）
- Breeze!!『夏音-June Strange Song-』（原画）
- プリンセスソフト『てのひらを、たいように ～永久の絆～（PlayStation 2版）』（原画）
- プリンセスソフト『てのひらを、たいように（ドリームキャスト版）』（原画）

### アダルトゲーム
- Clear『てのひらを、たいように』（原画）
- 麦ちょこ倶楽部『しょくしゅま～じゃん』（原画）
- Clear『てのひらを、たいようにAB』（原画）
- Breeze!!『夏音-Overture-』（原画）
- アイチェリー『てのひらを、たいように DVDPG』（原画）
- Breeze!!『夏音 -Ring-』（原画）

### その他
- 『江ノ島ベイビィ』（キャラクターデザイン・イラスト）
- 『月詠』（エンドカードイラスト）
- 『鍵姫物語 永久アリス輪舞曲』（ゲストキャラクターデザイン）
- 九十九電機マスコットキャラクター「つくもたん」（キャラクターデザイン）
- ヤマダ電機LABI1池袋モバイルドリーム館マスコットキャラクター「らびたん」（キャラクターデザイン）

## 同人活動
noantica（ノアンティカ）という同人サークルを主宰している。